# آنا می هیس
آنا می ویولت هیس (۱۶ فوریه ۱۹۲۰ – ۷ ژانویه ۲۰۱۸) افسر نظامی آمریکایی بود که به‌عنوان سیزدهمین رئیس نیروهای پرستاری ارتش ایالات متحده آمریکا خدمت می‌کرد. او اولین زن در نیروهای مسلح ایالات متحده آمریکا بود که به درجه افسر ژنرال ارتقا یافت. و همچنین در سال ۱۹۷۰ نیز به درجه سرتیپی ارتقا یافت. هیس راه را برای رفتار برابر با زنان هموار کرد، با تبعیض جنسی شغلی مقابله کرد و تعدادی توصیه کرد که در سیاست نظامی پذیرفته شد.

## اوایل زندگی و تحصیل
مک کیب در ۱۶ فوریه ۱۹۲۰ در بوفالو، نیویورک و در میان سه فرزند متولد شد. پدرش دنیل جوزف مک کیب (۱۸۸۱–۱۹۳۹)، و مادرش ماتی فلورانس هامفری (۱۸۸۵–۱۹۶۱)، که ولز تبار بود. هر دو والدین او افسران سپاه رستگاری بودند. برادر بزرگترش دنیل جوزف دوم و خواهر کوچکترش کاترین اونجلین نام داشت.
در دوران کودکی او، خانواده مک کیب چندین بار در غرب نیویورک و منطقه لی‌های ولی در شرق پنسیلوانیا نقل‌مکان کردند و درنهایت در سال ۱۹۳۲ زمانی که او حدود ۱۲ سال داشت در آلن‌تاون، پنسیلوانیا ساکن شدند. هیس در دبیرستان آلن‌تاون، که اکنون دبیرستان ویلیام آلن است، تحصیل کرد و در سال ۱۹۳۸ با نمرات ممتاز فارغ‌التحصیل شد. هیس به موسیقی، نواختن پیانو، ارگ و هورن فرانسوی علاقه داشت و می‌خواست برای تحصیل موسیقی به مدرسه جولیارد برود، اما به‌دلیل کمبود بودجه برای شهریه، تصمیم گرفت به جای آن به‌دنبال پرستاری برود. هیس در سال ۱۹۳۹ در دانشکده پرستاری بیمارستان عمومی آلن‌تاون ثبت‌نام کرد، در سال ۱۹۴۱ با دیپلم پرستاری فارغ‌التحصیل شد.
بعداً، در سال ۱۹۵۸ از دانشگاه کلمبیا در شهر نیویورک مدرک لیسانس خود را در رشته پرستاری و در سال ۱۹۶۸ از دانشگاه کاتولیک آمریکا در واشینگتن دی.سی. مدرک کارشناسی ارشد رشته پرستاری را دریافت کرد.

## پیشه

### هند
در ماه مه ۱۹۴۲، او به نیروهای پرستاری ارتش ایالات متحده پیوست و در ژانویه ۱۹۴۳ در طول جنگ جهانی دوم به هند فرستاده شد. او در بیستمین بیمارستان صحرایی در لدو در منطقه شمال شرقی آسام خدمت کرد.
بیمارستان در ورودی جاده لدو مستقر بود که از جنگل‌ها به برمه (میانمار) می‌گذرد. شرایط زندگی و کار در آنجا ابتدایی بود. ساختمان‌ها از بامبو ساخته می‌شدند و اسهال خونی، زالو و مار مخصوصاً در فصول موسمی رایج بود. کمی بیش از دو سال بعد، در آوریل ۱۹۴۵، او به درجه ستوان یکم ارتقا یافت.
پس‌از دو سال و نیم خدمت در هند، هیس در زمان پایان جنگ جهانی دوم در ایالات متحده مرخصی بود. با باقی ماندن در نیروهای پرستار، او به‌عنوان پرستار اتاق عمل و سپس به‌عنوان سرپرستار در بیمارستان عمومی تیلتون در فورت دیکس، نیوجرسی، به‌عنوان سرپرست مامایی در بیمارستان عمومی ولی فورج در فنیکسویل، پنسیلوانیا و به‌عنوان سرپرستار در فورت مایر در ویرجینیا خدمت کرد.

### کره
در اوت ۱۹۵۰، او به اینچون اعزام شد تا در جنگ کره خدمت کند. او به‌مدت هفت ماه به بیمارستان صحرایی چهارم اعزام شد و بعداً به‌دلیل دمای سرد اتاق عمل و کمبود وسایل، شرایط بیمارستان آنجا را بدتر از هند در جنگ جهانی دوم توصیف کرد.
در طول چهارده ماه آینده، او و ۳۱ پرستار دیگر بیش از ۲۵٬۰۰۰ بیمار را درمان کردند. هیس، همان‌طور که در هند این کار را انجام داده بود، بخشی از زمان خارج از وظیفه خود را در کره با نواختن ارگ تلمبه‌ای برای خدمات کلیسا که برخی از آنها در خط مقدم برگزار می‌شد، به کمک کشیشان گذراند. به‌دنبال سفر خود در کره، هیس در آوریل ۱۹۵۱ به بیمارستان ارتش توکیو منتقل شد و یک سال در آنجا خدمت کرد. یک سال بعد، او به‌عنوان مدیر مامایی و اطفال به فورت ایندیانتاون گپ، پنسیلوانیا منتقل شد.
پس‌از فارغ‌التحصیلی از دوره مدیریت خدمات پرستاری در پایگاه سام هیوستون در سن آنتونیو، تگزاس، او به‌عنوان سرپرستار در بیمارستان والتر رید در واشینگتن دی.سی. منصوب شد. او به‌عنوان سرپرستار کلینیک رادیوایزوتوپ در اورژانس نیز خدمت می‌کرد. در طول این مدت او به‌عنوان یکی از سه پرستار خصوصی برای رئیس‌جمهور دوایت آیزنهاور انتخاب شد. او در دوران بازنشستگی خود گفت که این تجربه یکی از خاطره‌انگیزترین تجربه‌های دوران پرستاری او بوده است.
در اکتبر ۱۹۶۰، او پرستار ارشد بیمارستان انتقالی یازدهم در پوسان شد. از سال ۱۹۶۳ تا ۱۹۶۶، او دستیار رئیس نیرو پرستاران ارتش بود. در ژوئیه ۱۹۶۷ او به درجه سرهنگی ارتقا یافت و در اول سپتامبر همان سال به‌عنوان رئیس نیروهای پرستاری ارتش ایالات متحده منصوب شد و تا زمان بازنشستگی در ۳۱ اوت ۱۹۷۱ در این سمت ماند.
در طول جنگ ویتنام، هیس سه بار به ویتنام سفر کرد تا پرستاران آمریکایی مستقر در آنجا را زیرنظر بگیرد. او همچنین توسعه برنامه‌های آموزشی جدید و افزایش تعداد پرستاران در خارج از کشور را مدیریت کرد.
در ۱۵ مه ۱۹۷۰، رئیس‌جمهور ریچارد نیکسون، هیس را به درجه سرتیپی منصوب کرد و در ۱۱ ژوئن ۱۹۷۰، در مراسمی که توسط رئیس ستاد ارتش، ژنرال ویلیام سی. وستمورلند، و وزیر ارتش، استنلی آر رسور برگزار شد، ارتقا یافت. پس‌از ارتقاء هیس، الیزابت پی. هویزینگتون، مدیر ارتش زنان، نیز به درجه سرتیپی ارتقا یافت. هیس در سخنرانی خود در این گردهمایی گفت که ستارگان ژنرال «منعکس‌کننده تلاش‌های فداکارانه و اغلب قهرمانانه پرستاران ارتش در سراسر جهان از سال ۱۹۰۱ در زمان صلح و جنگ هستند.»
پس‌از انتصاب، او برای مقابله با تبعیض جنسی شغلی رایج، درخواست کرد که او را در ورودی باشگاه افسران ارتش پیاده کنند. اگرچه قبلاً حق ورود و استفاده از باشگاه را داشتند، اما انتظار می‌رفت که افسران زن از ورودی جانبی بیایند.
هیس تعدادی توصیه در مورد رفتار با زنان ارائه کرد که در سیاست نظامی پذیرفته شد، ازجمله عدم ترخیص خودکار افرادی که باردار شده‌اند و تعیین انتصاب برای ذخیره پرستاران ارتش براساس سن افراد تحت تکفل پرستار. علاوه‌بر این، مقررات را تغییر داد تا به همسران نیروهای خدمات زن اجازه دهد تا امتیازات مشابهی را با همسران مردان خدمت‌کننده.

### شهرت
علاوه‌بر افتخارات نظامی که هیس دریافت کرد، خدمات او در زادگاهش لی‌های ولی نیز به رسمیت شناخته شد. در سال ۲۰۱۵، شهرستان‌های لی‌های و نورث‌همپتون به افتخار او پل کوپلی-نورث‌همپتون را نامگذاری کردند. در سال ۲۰۱۲، او به تالار مشاهیر شهرستان لی‌های معرفی شد. در نوامبر ۲۰۱۷، در مراسم روز کهنه سربازان در نول وود، پرچم شجاعت به او اهدا شد.
در ژوئن ۲۰۲۰، مدرسه ناحیه آلن‌تاون، پنسیلوانیا، یکی از ۱۵ مدرسه ابتدایی آلن‌تاون را به افتخار او نام‌گذاری کرد، مدرسه ابتدایی سرتیپ آنا می هیس. این مدرسه که در اوت ۲۰۲۰ تکمیل شد، در خیابان گوردون غربی ۱۲۲۷ در آلن‌تاون واقع شده است.

## زندگی شخصی
در ژوئیه ۱۹۵۶، با ویلیام هیس ازدواج کرد، او کارگاه‌های سرپناهی را که برای افراد ناتوان، شغل فراهم می‌کرد در واشینگتن دی سی اداره می‌کرد. ویلیام هیس در سال ۱۹۶۲ درگذشت.

## مرگ
هیس در ۷ ژانویه ۲۰۱۸ در سن ۹۷ سالگی در مرکز بازنشستگی نول وود در واشینگتن دی.سی. بر اثر عوارض یک حمله قلبی درگذشت.
سه روز بعد، فرماندار پنسیلوانیا، تام ولف، دستور داد که پرچم ایالت در ساختمان کنگره ایالت پنسیلوانیا در هریسبورگ و در تمامی مراکز ایالتی در آلن‌تاون به افتخار مرگ او به اهتزاز درآید.
هیس واجد شرایط دفن در آرامستان ملی آرلینگتون بود، اما در عوض ترجیح داده بود با والدینش در گورستان گرند ویو در شهرک وایت هال جنوبی، پنسیلوانیا در زادگاهش شهرستان لیهای، پنسیلوانیا به خاک سپرده شود.

## افتخارات و تزئینات
| Bronze oak leaf cluster |                                         |  |
|                         | Bronze oak leaf cluster                 |  |
| Bronze star             |                                         |  |
| Bronze oak leaf cluster | Bronze star · Bronze star · Bronze star |  |

| مدال خدمات ممتاز ارتش                           | مدال خدمات ممتاز ارتش                           | مدال خدمات ممتاز ارتش                  | لژیون افتخار با خوشه برگ بلوط          | لژیون افتخار با خوشه برگ بلوط | لژیون افتخار با خوشه برگ بلوط |
| مدال قدردانی ارتش                               | مدال قدردانی ارتش                               | لوح تقدیر واحد شایسته با خوشه برگ بلوط | لوح تقدیر واحد شایسته با خوشه برگ بلوط | مدال کمپین آمریکایی           | مدال کمپین آمریکایی           |
| مدال کمپین آسیا-اقیانوسیه با یک ستاره خدمت برنز | مدال کمپین آسیا-اقیانوسیه با یک ستاره خدمت برنز | مدال پیروزی جنگ جهانی دوم              | مدال پیروزی جنگ جهانی دوم              | مدال ارتش اشغالگر             | مدال ارتش اشغالگر             |
| مدال خدمت دفاع ملی با اوال‌سی                    | مدال خدمت دفاع ملی با اوال‌سی                    | مدال خدمت کره ای با سه ستاره خدمت      | مدال خدمت کره ای با سه ستاره خدمت      | مدال کره سازمان ملل           | مدال کره سازمان ملل           |